# Guido Breitfeld

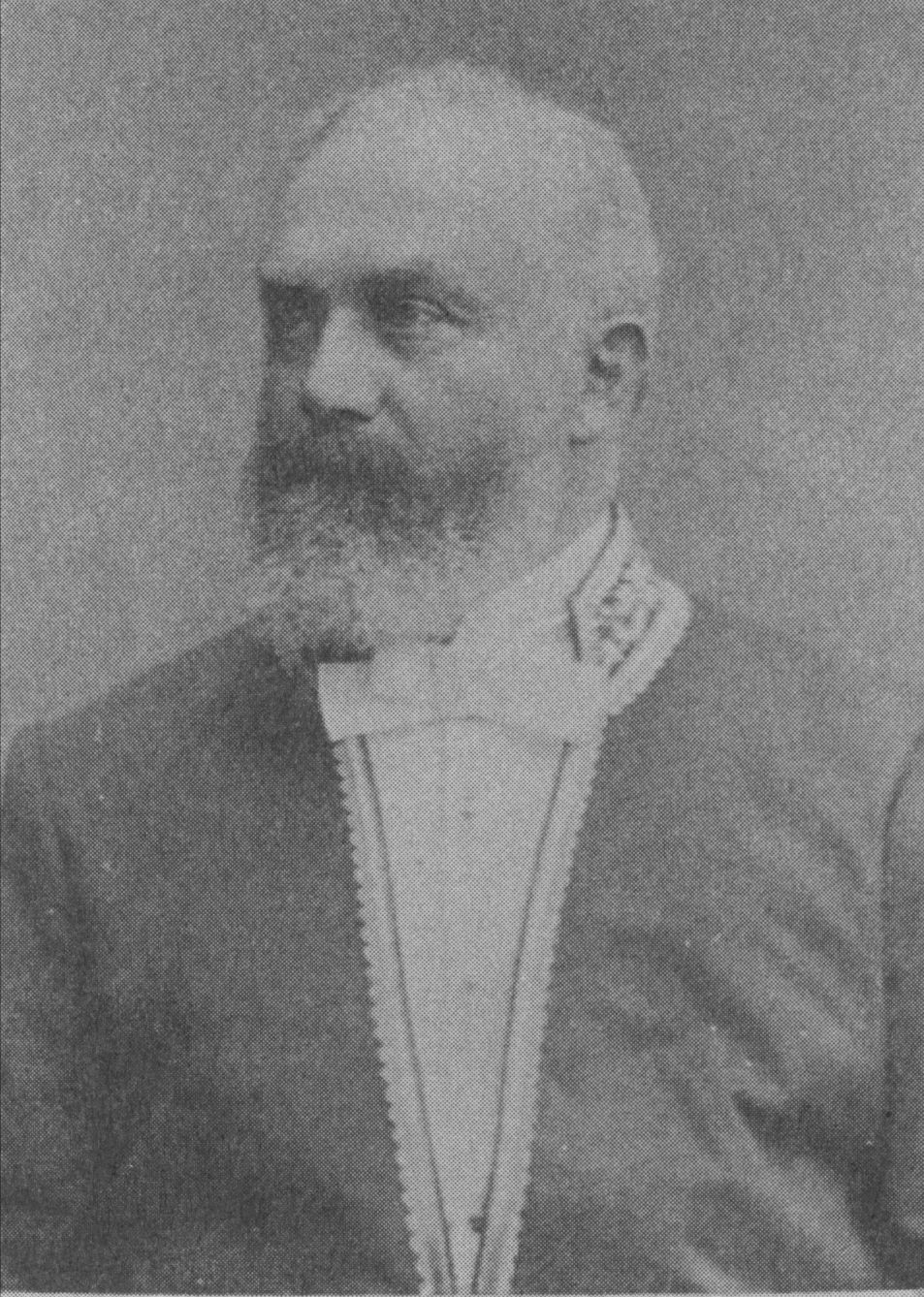
Guido Breitfeld (1831–1894)

Carl Eduard Guido Breitfeld (* 18. September 1831 in Unterwiesenthal; † 13. April 1894 in Erla) war ein sächsischer Unternehmer, Kommerzienrat und sächsischer Landtagsabgeordneter.

## Leben
Breitfeld wurde auf dem Roten Hammer bei Unterwiesenthal geboren, den sein Vater 1830 erworben hatte. Er studierte an der Bergakademie Freiberg das Fach Hüttenwesen. Gemeinsam mit seinen Brüdern Richard und Alexis übernahm er nach dem Tod des Vaters Eduard Wilhelm Breitfeld das von diesem geleitete Unternehmen Nestler & Breitfeld, zu dem u. a. die Hammerwerke in Erla, Wittigsthal, Arnoldshammer und Rothenhammer in Rittersgrün, Siegelhof in Großpöhla und die Nagelfabrik in Mittweida gehörten.
Seit 1861 war er Gemeindeältester in seinem Wohnort Erla. 1874 wurde er als Nachfolger seines Vaters zum Gemeindevorsteher von Erla gewählt, welches Amt er bis zu seinem Tode 1894 ausübte. 
Von 1877 bis 1894 war er als Vertreter des 42. ländlichen Wahlkreises Abgeordneter des Sächsischen Landtags. Er war zudem stellvertretender Vorsitzender des Konservativen Vereins im 19. Reichstagswahlkreis. 1885 wurde ihm durch König Albert der Titel Königlicher Kommerzienrat verliehen.
Er war seit 1856 mit Marie Wilhelmine Lattermann, Tochter des Hammerwerksbesitzers und Landtagsabgeordneten Hermann Lattermann, verheiratet, mit der er fünf Kinder zeugte.